# Глентис
Глентис (англ. Glenties; ирл. Na Gleannta) — деревня в Ирландии, находится в графстве Донегол (провинция Ольстер).
Деревня пять раз становилась лауреатом Irish Tidy Towns Competition.

## Демография
Население — 811 человек (по переписи 2006 года). В 2002 году население было 789 человек.
Данные переписи 2006 года:
| Общие демографические показатели |               |                               |                               |      |      |
| Всё население                    | Всё население | Изменения населения 2002—2006 | Изменения населения 2002—2006 | 2006 | 2006 |
| 2002                             | 2006          | чел.                          | %                             | муж. | жен. |
| 789                              | 811           | 22                            | 2,8                           | 386  | 425  |